# Złotniki (województwo podlaskie)
Złotniki – wieś w Polsce położona w województwie podlaskim, w powiecie białostockim, w gminie Juchnowiec Kościelny.

## Historia
W 1921 roku wieś liczyła 56 domów i 292 mieszkańców, w tym 175 prawosławnych i 117 katolików łacińskich.
W latach 1975–1998 miejscowość należała administracyjnie do województwa białostockiego.

## Obiekty
Na obrzeżach wsi, w uroczysku Święte Miejsce znajduje się drewniana prawosławna kaplica pod wezwaniem św. Jana Chrzciciela, należąca do parafii w Kożanach.
Wierni kościoła rzymskokatolickiego należą do parafii Niepokalanego Poczęcia Najświętszej Maryi Panny w Tryczówce.